# Astylopsis
Astylopsis es un género de escarabajos longicornios de la tribu Acanthocinini.

## Especies
- Astylopsis arcuata (LeConte, 1878)
- Astylopsis collaris (Haldeman, 1847)
- Astylopsis macula (Say, 1826)
- Astylopsis perplexa (Haldeman, 1847)
- Astylopsis sexguttata (Say, 1826)